# Steinberg (Drammen)
Steinberg ist ein Ort in der norwegischen Kommune Drammen, im Fylke Buskerud. Der Ort hatte im Jahr 2017 1866 Einwohner. Steinberg wird zum Tettsted und somit zum Stadtgebiet von Drammen gezählt.

## Geografie
Steinberg liegt im Westen der Kommune Drammen am Südufer des Flusses Drammenselva zwischen den Orten Hokksund und Mjøndalen. Etwas westlich von Steinberg verläuft die Gemeindegrenze zur Kommune Øvre Eiker. Steinberg wird vom Statistikamt Statistisk sentralbyrå (SSB) in seiner Berechnung der Liste der Tettsteder in das Stadtgebiet von Drammen miteinberechnet.
Bis Ende 2019 gehörte Steinberg zur Kommune Nedre Eiker. Diese wurde im Rahmen der landesweiten Kommunalreform zum 1. Januar 2020 in die Kommune Drammen eingemeindet.

## Verkehr
Der Haltepunkt der Bahnlinie Sørlandsbanen in Steinberg liegt etwa 57 Schienenkilometer vom Osloer Hauptbahnhof Oslo S entfernt. Er wurde 1906 in Betrieb genommen. Im Süden von Steinberg verläuft in Ost-West-Richtung die Europastraße 134. Sie stellt unter anderem die Verbindung zum weiter im Osten gelegenen Stadtzentrum von Drammen und zur südwestlich von Steinberg gelegenen Stadt Kongsberg her.